# Sam Ball
Sam Ball (Henderson, 7 giugno 1944 – Henderson, 30 ottobre 2023) è stato un giocatore di football americano statunitense che ha militato nel ruolo di offensive tackle nella National Football League (NFL).

## Carriera
Ball al college giocò a football all'Università del Kentucky dove fu premiato come All-American. Fu scelto nel corso dell primo giro (15º assoluto) del Draft NFL 1966 dai Baltimore Colts e nel secondo giro (14º assoluto) del Draft AFL 1965 dai New York Jets. Optò per firmare per i Colts e con essi passò tutta la carriera. Prese parte a due Super Bowl scendendo in campo come titolare: il Super Bowl III, perso a sorpresa contro i Jets dell'American Football League e il Super Bowl V vinto contro i Dallas Cowboys due anni dopo per 16-13. Si ritirò dopo quella vittoria.

## Palmarès

### Franchigia
- Campionati NFL : 1

Baltimore Colts: 1968
- Super Bowl : 1

Baltimore Colts: V
- American Football Conference Championship: 1

Baltimore Colts: 1970